# Antón Glebkó
Antón Olégovich Glebkó –en ruso, Антон Олегович Глебко– (Cheliábinsk, 21 de septiembre de 1989) es un deportista ruso que compite en esgrima, especialista en la modalidad de espada.
Ganó una medalla de bronce en el Campeonato Mundial de Esgrima de 2017 y una medalla de plata en los Juegos Europeos de Bakú 2015, ambas en la prueba por equipos.

## Palmarés internacional
| Campeonato Mundial | Campeonato Mundial | Campeonato Mundial | Campeonato Mundial |
| Año                | Lugar              | Medalla            | Prueba             |
| ------------------ | ------------------ | ------------------ | ------------------ |
| 2017               | Leipzig (Alemania) | Medalla de bronce  | Espada por equipos |
| Juegos Europeos    |                    |                    |                    |
| Año                | Lugar              | Medalla            | Prueba             |
| 2015               | Bakú (Azerbaiyán)  | Medalla de plata   | Espada por equipos |